# بابارمضان
بابا رمضان روستایی در دهستان هزارمسجد بخش مرکزی شهرستان کلات استان خراسان رضوی ایران است.
این روستا در در ۴۳ کیلومتری شمال غرب شهرستان کلات نادری در کوه‌های هزارمسجد و شمال استان خراسان رضوی قرار دارد.
ارتفاع این روستا ۱۱۰۰ متر و بارندگی سالیانه ۲۲۳ میلی‌متر است.

## جمعیت
بر پایه سرشماری عمومی نفوس و مسکن در سال ۱۳۹۵ جمعیت این روستا ۲۷۸ نفر (در ۹۲ خانوار) بوده‌است.

## جغرافیا
اولین عامل برای جاذب بودن این روستا، وجود رودخانه پرآب و دائمی لائین نو (بابا رمضان) است که از دل ارتفاعات هزار مسجد سرچشمه می‌گیرد پس ازطی کردن مسیر طولانی به روستای بابا رمضان و پس از آن به شهر حسن آباد لائین نو می‌رسد و محیط را سرسبز و با طراوت می‌کند.
این روستا از بخش مرکزی شهرستان کلات به عنوان اولین دهکده ارگانیک کشور موفق به دریافت گواهی بین‌المللی از شرکت BCS آلمان به عنوان اولین شرکت بازرسی محصولات ارگانیک در اروپا شده‌است.